# Aleksander Cinker
Aleksander Cinker (hebr.: אלכסנדר צינקר, ros.: Александр Цинкер, ang.: Alexander Tzinker lub Alexander Tsinker, ur. 2 stycznia 1953 na terenie Ukraińskiej SRR) – izraelski inżynier i polityk, w latach 1999–2003 poseł do Knesetu z listy Jisra’el ba-Alijja.

## Życiorys
Urodził się 2 stycznia 1953 na Ukrainie. W 1975 roku ukończył studia na Politechnice im. Karola Marksa w Erywaniu, zaś w 1988 uzyskał doktorat po studiach w Moskwie. W 1990 wyemigrował do Izraela.
W wyborach parlamentarnych w 1999 po raz pierwszy i jedyny dostał się do izraelskiego parlamentu. Wkrótce po wyborach opuścił Jisra’el ba-Alijja wraz z Romanem Bronfmanem i do końca kadencji zasiadał w ławach poselskich kolejno w czterech różnych frakcjach parlamentarnych. Był członkiem czterech komisji parlamentarnych.